# Denée (Bélgica)

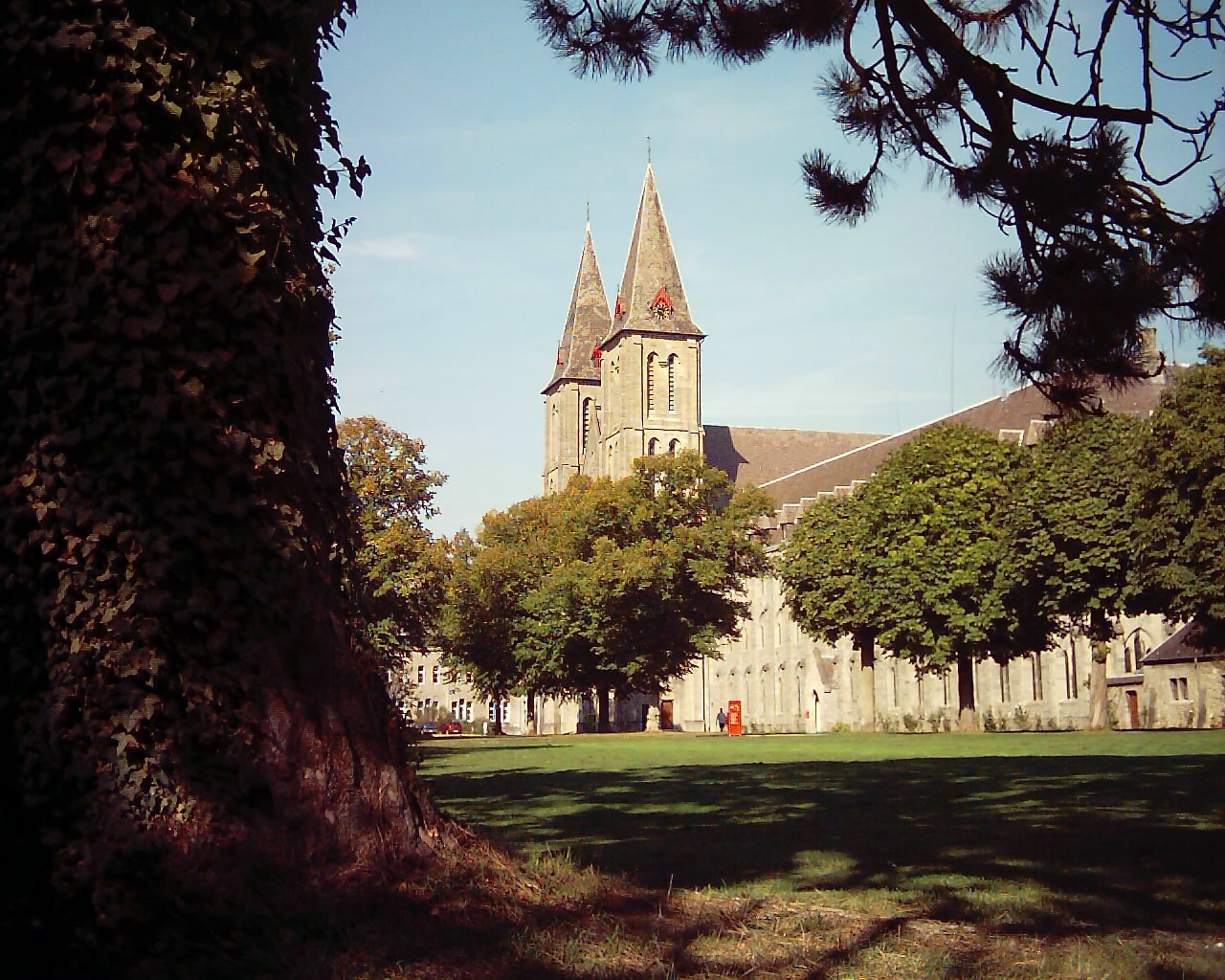
Abby de Maredsous.

Denée (em valão: Dinêye) é uma é uma secção da comuna belga de Anhée, na província de Namur. Era uma cidade a parte antes da fusão das comunas em 1977.